# 超特急 (音樂團體)
超特急（日语：／ Choutokkyuu）是一個由日本經紀事務所星塵傳播（Stardust Promotion）所經營，由演員與藝人所組成的獨立音樂男子團體。唱片公司為星塵傳播旗下的星塵唱片股份有限公司（株式会社SDR），2024年3月5日公布與日本環球音樂締結宣傳契約。
是該公司旗下的演藝團體EBiDAN（「惠比壽學園男子部」的簡稱）的衍生子團體之一，也是知名女子偶像團體桃色幸運草Z同事務所的後輩。

## 概要
團體現由7名舞者與2名歌手組成。一般音樂團體通常是由歌手主唱，並由舞蹈成員在後方伴舞。但超特急是一個以舞蹈作為主軸的表演團體，因此特別以「Main Dancer」（主要舞者）與「Back Vocal」（背景歌手）來命名成員們的職務，以強調由舞蹈成員在前方表演，並由歌手成員在後方伴唱的表演風格。
呼應以鐵路列車等級作為命名，超特急的每名成員都有自己的所屬車廂號碼（代表數字）與代表顏色，並賦予不同的角色擔當。
團體成立前期曾以「韓流日系POP」及「非偶像」作為看點宣傳。直到2015年當時為團體製作並提供歌曲《スターダスト LOVE TRAIN》的小室哲哉說了「要對偶像感到驕傲，偶像是很厲害的。」，現在媒體則以偶像團體、演藝團體又或是音樂團體稱呼。
團體的代表作包括有《Starlight》、《Believe×Believe》、《超ネバギバDANCE》、《My Buddy》、《MORA MORA》等歌曲。

## 简历

### 2011年
- 12月25日，團體成立，当时是以“超特急☆-BULLET TRAIN-”的名义在剧场出道。並第一次表演了團體的原創歌曲「No More Cry」（隨後收錄在首张单曲CD 「TRAIN」中）。同天一起成立的團體為「戰友」DISH//[6]。原本為期間限定團體，只是事務所內為了嘗試新風格而成立[7]。

### 2012年
- 3月7日，創團成員竹村翔（SHO）退出，並未公開發表退團聲明。同時，已以个人名义在戏剧上出道的草川拓弥（TAKUYA）發表為新成員。
- 3月20日，TAKUYA首次登台，在「EBiDAN THE LIVE　春の陣」首次表演出道曲「TRAIN」及歌曲「No.1」。
- 5月12日，在「EBiDAN THE LIVE 風林火山 応－WESTの乱」首次表演歌曲「keyword」與「Superstar」，並發表出道日。
- 6月10日，发行首张单曲CD 「TRAIN」，正式出道。
- 10月24日，发行第二张单曲CD「Shake body」，首次打入日本Oricon排行榜。

### 2013年
- 2月13日，发行第三张单曲CD「POLICEMEN」，首次打入日本Oricon排行榜前20名。
- 3月10日，举办首個單獨活動「BULLET TRAIN FANMEETING Vol.00〜アムラックスでヤっちゃいMAX!!〜」.
- 3月24日，举办「BULLET TRAIN FAN MEETING Vol.01」.
- 4月27日，举办「BULLET TRAIN FAN MEETING Vol.02」.
- 5月26日，举办「BULLET TRAIN FAN MEETING Vol.03」.
- 6月5日，发行第四张单曲CD「Bloody Night」，首次打入日本Oricon排行榜第10名。
- 7月6日〜7日，首次一连2天举办「BULLET TRAIN FAN MEETING Vol.04」。
- 7月17日，以銀河超特急（ウルトラ超特急）的名义发行首张限定单曲CD「Starlight」，此歌曲也是日本电视剧“超人力霸王銀河（日語：ウルトラマンギンガ）的片尾曲，而成员4号車TAKUYA也是该电视剧的主角之一。此单曲首次在日本Oricon排行榜总榜为第10位，而在日本Oricon排行榜的独立音乐类型榜上排行第一名，成为超特急的代表作。
- 8月6日，参与在國立代代木競技場举行的「a-nation island」，为其中演出团体之一。
- 8月8日，举办「BULLET TRAIN FANMEETING Vol.05 〜クエストホールでみんなの笑顔をリークエスト!!〜」，并宣布5号車村田祐基将队长位置交给3号車船津稜雅。
- 9月28日，参与在國立代代木競技場举行的「GirlsAward 2013 Autumn/Winter」的演出，这是超特急相隔了一个月后再度在该场地演出。
- 9月29日，以銀河超特急的名义举行「2013年秋 二大決戦！ウルトラ超特急 VS 8号車 東京決戦」。
- 11月13日，发行第五张单曲CD「Kiss Me Baby」，打入日本Oricon排行榜第8名，而在日本Oricon排行榜的独立音乐类型榜上排行第一名。
- 12月13日-12月22日，举办「BULLET TRAIN FAN MEETING Vol.06」。
- 12月21日，参与在國立代代木競技場举行的「MUSIC FOR ALL,ALL FOR ONE 2013」的演出，这是超特急相隔了4个月后第三度在该场地演出，成为日本史上第一组一年内在该场地演出的男生团体。
- 12月24日，因为大获好评和热烈反应，在Zepp Diver City举办「BULLET TRAIN FANMEETING Vol.06 追加公演〜」。

### 2014年
- 2月9日-3月2日，于关东地方举行「結成2周年 12月24日＠Zepp DiverCityスペシャルフィルム・コンサート」。
- 3月26日，发行第六张单曲CD「ikki!!!!!i!!」，打入日本Oricon排行榜第4名。
- 3月16日-4月4日，在福岡スカラエスパシオ・大阪シアターBRAVA！・名古屋名鉄ホール・日本青年館・TOKYO DOME CITY HALL举行「BULLET TRAIN ONE MAN SHOW ikkiにホールで福おこしだ!!!!!i!! ～少年から青年へ～」，并在最终日（4月4日）于TOKYO DOME CITY HALL演唱新曲「Believe×Believe」。
- 6月11日，发行第七张单曲CD「Believe×Believe」，此歌曲也是日本动畫《遊☆戯☆王ARC-V》的主题曲（第1集 到 第30集）。打入日本Oricon排行榜第6名.
- 7月23日，发行首张DVD和Blu-ray「BULLET TRAIN ONE MAN SHOW ikkiにホールで福おこしだ!!!!!i!! 2014 at 日本青年館」。
- 8月1日-8月29日，连续在東京、北海道、福岡、愛知、大阪四个地区的Zepp会場举行「BULLET TRAIN ONE MAN SHOW 2014 真夏の全国Zepp TOUR～孤高の戦士達が力を解き放つ時 感電注意報発令！」。
- 11月12日，发行第八张单曲CD「Star Gear」，此单曲CD里面的另外2首歌曲「EBiDAY EBiNAI」和「Burn!」也分别在为该单曲CD的不同版本的A面曲，其中「Burn!」还成为日本动畫《遊☆戯☆王ARC-V》的主题曲（第31集 - 第49集）。打入日本Oricon排行榜第7名，而在日本Oricon排行榜的首次进榜（日榜）则是第3名.
- 12月3日，发行首张专辑「RING」，主打歌为「Gravitation」，打入日本Oricon排行榜第7名。
- 12月25日，在東京國際論壇举行「BULLET TRAIN ONEMAN "CHRISTMAS" SHOW 3rd Anniversary Special!!!!!!!!～聖なる一夜～」，总共约5000名粉丝出席。

### 2015年
- 2月4日，发行DVD和Blu-ray「Bullet Train OneMan Show 2014 Live」。
- 2月14日，发行首张數位限定单曲「No More Cry [3rd Anniversary Special!!!!!!!!ver.]」。
- 2月16日～22日，首次到马来西亚拍摄写真集。
- 3月14日，首次举行男性限定演唱会「Bullet Train Boys Gig Vol。01」。
- 3月28日，在大阪举行「BULLET TRAIN ONEMAN SHOW SPRING HALL TOUR 2015 “ 20億分のLINK 僕らのRING ”」。
- 4月1日，在東京举行「BULLET TRAIN ONEMAN SHOW SPRING HALL TOUR 2015 “ 20億分のLINK 僕らのRING ”」，并宣布超特急所有成员主演电影「サイドライン」，这是超特急所有成员首次担任电影主角。
- 4月2日，在名古屋的愛知县艺术剧场举行「BULLET TRAIN ONEMAN SHOW SPRING HALL TOUR 2015 “ 20億分のLINK 僕らのRING ”」，并在当天宣布将在4月22日在全世界111个国家的所有音乐网站上架超特急历年所有歌曲，包括限定单曲「Starlight」和特别单曲「No More Cry（3周年特别版）」。
- 4月10日，在東京NHKホール举行「BULLET TRAIN ONEMAN SHOW SPRING HALL TOUR 2015 “ 20億分のLINK 僕らのRING ”」，并宣布音乐人小室哲哉和前山田健一分别制作超特急的第9张全新双单曲，同时也宣布该单曲CD将于６月１０日发行。另外也宣布将在6月6日到印尼雅加达参与「COUNTDOWN ASIA FESTIVAL in Jakarta」演出。
- 4月21日，在新木場 Studio Coast参与「ViVi Night in TOKYO 2015 ～EASTER COLORFUL PARTY～」，以现场特别嘉宾的身份演出。
- 4月22日，全世界111个国家的所有音乐网站上架超特急历年所有歌曲，包括限定单曲「Starlight」和特别单曲「No More Cry（3周年特别版）」。
- 4月25日，参与「超音楽祭2015」的演出。
- 5月5日，在東京・Toyosu PIT参与「Asia Progress 2015 ～JAPAN LIMITED～」的演出。
- 5月9日，参与「oricon Sound Blowin’ 2015～spring～」的演出。
- 6月6日，在印尼雅加达参与「COUNTDOWN ASIA FESTIVAL in Jakarta」演出，为首次在海外表演。
- 6月10日，第9张单曲CD「スターダスト LOVE TRAIN / バッタマン」发行，这次以双单曲的形式发行，发行当天才几个小时就登上日本公信榜第9位。同时在东京Zepp Tokyo举行「HMV25周年×超特急3周年記念」，并在当天宣布担任演唱由日本女星北川景子主演的电视剧『探偵の探偵』的主題歌。此外，超特急也成为的该电视剧的【PR大使】。
- 6月11日，第9张单曲CD「スターダスト LOVE TRAIN / バッタマン」在日本公信榜中发行了一天，就从几小时前的第9位，上升到第2位的位置。
- 6月17日，在东京Zepp Tokyo举行「HMV25周年×超特急3周年記念」，连同日本团体TRF一起演出。
- 7月17日，发行第一本写真集「超特急 1st PHOTO BOOK トゥリマカシー・サマSummer～マレーシアの車窓から～」，此写真集于马来西亚拍摄。
- 7月20日 - 8月22日，在東京巨蛋城，愛知Zepp Nagoya，大阪Zepp Namba，北海道Zepp Sapporo和福岡Zepp Fukuoka 举行「BULLET TRAIN ONEMAN SHOW SUMMER LIVE HOUSE TOUR 2015」。
- 10月31日，所有成员主演电影「サイドライン」全日本上映。
- 12月23日 - 24日，庆祝超特急成立3周年，在國立代代木競技場举行3周年演唱会。兩日動員人數為當時最多的2萬5000人。这是超特急成立以来，首次在大型的舞台独立表演。之前曾经在此舞台表演，而当时是与其他歌手一起表演。

### 2016年
- 1月2日，發行在HMV限定販售的8cm單曲「No More Cry[3rd Anniversary Special!!!!!!!!ver.]」。
- 3月2日，發行第11張單曲CD「Yell」。
- 3月19日 - 6月10日，在全日本9城市10會場舉辦「超特急 LIVE TOUR 2016 Syncronism」。
- 5月18日，發行演唱會Blu-ray「超特急 CHRISTMAS ONEMAN LIVE 2015     Fantasy Love Train〜君の元までつながるRail〜at 国立代々木競技場 第一体育館」。
- 9月26日，與CanCam的合作寫真書籍「超特急 FACHIN BOOK『REC.』」發售。
- 10月26日，發行第二張專輯「Dramatic Seven」。
- 12月3日，第二本寫真集「超特急×シベリア -この出会いは忘れない- ～スパシーバでハラショーなシベリア超特急の車窓から～」發售。
- 12月17日・24日，在國立代代木競技場・神戶世界紀念館舉行東西競技場獨立演唱會「BULLET TRAIN     CHRISTMAS ONEMAN SHOW 2016 愛す。in Wonder Land」。

### 2017年
- 2月15日，發行演唱會Blu-ray「超特急 LIVE TOUR 2016 Synchronism」。
- 4月26日，發行第十二張單曲CD「超ネバギバDANCE」。本作為團體第一次，也是EBiDAN史上第一次得到Oricon公信榜週榜冠軍。
- 4月27日，在國立代代木競技場舉行Oneman live「超SUPERフリーライブ@国立代々木競技場第二体育館 〜Trans NIPPON Express 前前夜祭〜」。
- 4月29日 - 8月8日，巡迴演唱會「Bullet Train     5th Anniversary Tour 2017「Trans NIPPON Express」」在日本全國21都市舉辦。
- 6月14日，於日本武道館舉辦「Bullet Train 5th Anniversary Tour 2017『Super     Trans NIPPON Express』」舉辦巡迴場次之一。
- 6月10日，History  book「Bullet Train 5th Anniversary Official History     Book『Signal』」發售。
- 7月7日，第三本寫真集「超特急×London     ロンドンからも愛を込めて♡♡♡♡♡♡♡」全8冊同時發售。
- 7月26日，發行第十三張單曲CD「My Buddy」。
- 8月28日 - 9月1日，在豊洲PIT舉行「HMV presents BULLET TRAIN 5th Anniversary Special『超フェス』」。
- 9月20日，演唱會Blu-ray「BULLET TRAIN CHRISTMAS ONEMAN SHOW 2016 愛す。in Wonder Land」與再Blu-ray化系列「Youth Ticket Series」前三彈共4張同時發售。
- 12月24日 - 2018年1月6日，於日本全國4都舉辦巡迴演唱會「BULLET TRAIN ARENA TOUR 2017-2018 the end for beginning」，登上橫濱體育館。

### 2018年
- 1月16日，成員KOICHI發表將退出團體[8]。
- 3月21日，於渋谷CLUB QUATTRO舉辦男性限定演唱會「BULLET TRAIN BOYS GIG Vol.04」。這個公演將是６人體制的第一場單獨公演。
- 3月28日 - 4月4日，在名古屋・大阪・東京三都市舉辦粉絲俱樂部限定巡迴「超特急ファンクラブイベント2018 〜僕らの挑戦を見届けてツアー legend for days〜」。
- 4月4日，發行第十四張單曲CD「a kind of love」、也是6人體制第一張單曲。
- 4月8日，官方公布成員KOICHI正式退出團體。由六人繼續團體活動。
- 5月23日，演唱會Blu-ray「BULLET TRAIN ARENA TOUR 2017-2018 THE END FOR BEGINNING」數版本同時發售。
- 5月26日 - 6月10日，在東京、神戸兩都市舉辦競技場巡迴演唱會「BULLET TRAIN ARENA TOUR 2018 SPRING『Sweetest Battle Field』」。
- 8月8日，發行第十五張單曲CD「Jesus」。
- 8月8日 - 9日，在東京國際論壇舉辦「HMV presents BULLET TRAIN 6th Anniversary Special『"超"超フェス』」。
- 11月14日，發行第三張專輯「GOLDEN EPOCH」。
- 12月12日，在埼玉超級競技場舉辦的「2018 MAMA FANS' CHOICE in JAPAN」中以該場唯一出場的日本團體身分演唱了「need you」，並拿到了獎項「Favorite Dance Artist Japan」。
- 12月7日 - 27日，在埼玉超級競技場、大阪城音樂廳舉辦巡迴演唱會「BULLET TRAIN Arena Tour 2018 GOLDEN EPOCH」。
- 12月25日，在日本環球影城舉辦團體成立7周年紀念演唱會「BULLET TRAIN 7th Anniversary Special Live at UNIVERSAL STUDIOS JAPAN™」。

### 2019年
- 1月23日，演唱會Blu-ray「BULLET TRAIN ARENA TOUR 2018 Sweetest Battlefield at Musashino Forest Sport Plaza Main Arena」三版本同時發售。
- 2月3日，於恵比寿LIQUID ROOM舉辦男性限定演唱會「超特急 BULLET TRAIN BOYS GIG Vol.05」。
- 2月20日，發行數位單曲與首張黑膠唱片「ソレイユ」並於全球串流音樂平台公開，歌曲為高田漣先生特別寫的曲子。
- 3月9日 - 3月28日，在大阪・福岡・愛知・東京舉辦粉絲俱樂部限定巡迴「FUN！FUN！ふぁんみーてぃんぐ2019　平成最後の大爆発！！！！！！！！」。
- 3月27日，演唱會Blu-ray「BULLET TRAIN Arena Tour 2018 GOLDEN EPOCH AT SAITAMA SUPER ARENA」兩版本同時發售。
- 4月21日 - 8月17日，舉辦超特急史上最大規模，全33場公演的巡迴演唱會「BULLET TRAIN SPRING / SUMMER TOUR 2019 EUPHORIA ～Breakthrough, The Six Brave Stars～」，粉絲動員人數10萬人。
- 6月10日，發行CD出道7周年紀念單曲CD「Hey Hey Hey」，共有7種版本與HMV限定發售『Loppi・HMV Limited 7th Anniversary BOX』。
- 6月10日，6號車YUSUKE發表休養。
- 8月8日，演唱會再Blu-ray化系列「Youth Ticket Series」第四、五彈與網路節目Blu-ray化「ギラギラ超特急」同時發售。
- 10月18日 - 20日，在台灣舉辦了粉絲俱樂部限定巴士旅遊活動「夢の青春8きっぷ5周年記念 台湾ツアー」。
- 11月20日，發行第十七張單曲CD「Revival Love」。
- 12月21日 - 22日，1月3日 - 5日，在大阪城音樂廳、國立代代木競技場舉辦巡迴演唱會「2019-2020 Arena Tour「Revolución viva」」。
- 12月25日，在日本環球影城舉辦團體成立8周年紀念演唱會「BULLET TRAIN 8th Anniversary Special Live at UNIVERSAL STUDIOS JAPAN」。
- 12月25日，演唱會Blu-ray「BULLET TRAIN SPRING/SUMMER TOUR 2019 EUPHORIA 〜Breakthrough, The Six Brave Stars〜 at PACIFICO YOKOHAMA National Convention Hall」兩版本發售。

### 2020年
- 1月18日，在新宿BLAZE舉辦男性限定演唱會「BULLET TRAIN BOYS GIG Vol.06」。
- 1月29日 - 2月23日，在日本全國6個都市舉辦粉絲限定巡迴演唱會「Toooooo8」。
- 2月20日，發表了同月29日起成員YUSUKE將退出團體及事務所。
- 2月29日，成員YUSUKE退出團體以及事務所[9]。由五人繼續團體活動。
- 3月25日，演唱會Blu-ray「BULLET TRAIN ARENA TOUR 2019-2020 Revolución viva」發售。
- 6月10日，發行第十八張單曲CD「Stand up」。
- 12月16日，發行第十九張單曲CD「Asayake」。
- 12月25日 - 12月27日，舉辦無觀眾演唱會「BULLET TRAIN ONLINE SPECIAL LIVE 2020「Superstar」」，三日都進行了付費網路轉播。

### 2021年
- 3月24日，發售演唱會Blu-ray「BULLET TRAIN ONLINE SPECIAL LIVE 2020「Superstar」」。
- 4月28日，以“超特急的妹妹”BULLET PINK名義發行數位單曲「Guilty」。
- 6月4日 - 6月13日，在橫濱與神戶兩個都市舉辦巡迴「BULLET TRAIN ARENA TOUR 2021 SPRING 「Hoopla！」」。
- 11月10日，發行第四張專輯「Dance Dance Dance」。
- 11月23日、12月26日，在埼玉與大阪兩個都市舉辦10周年紀念演唱會「BULLET TRAIN 10th Anniversary Super Special Live 「DANCE DANCE DANCE」」。

### 2022年
- 4月23日 - 7月31日，在日本全國11個都市舉辦巡迴演唱會「BULLET TRAIN 10th Anniversary Tour 2022「Progress」」。並在首日發表了名「超特急募」的新成員徵選計畫[10]。徵選原本是募集到5月31日，因為Back Vocal TAKASHI的希望將徵選期間延長，隨後決定將徵選延長至6月15日，並限定Back Vocal志願者報名。
- 8月8日，「8號車之日」這天於「Progress」追加公演發表新成員SHUYA・MASAHIRO・ALOHA・HARU 4人加入，團體變成9人體制[11]。同日，演唱會Blu-ray「BULLET TRAIN 10th Anniversary Super Special Live 「DANCE DANCE DANCE」」發售。
- 8月23日，發表團體首部主演劇集「超特急、地球を救え。」播出決定[12]。
- 9月6日，團體首部主演劇集「超特急、地球を救え。」於東京電視台首播。
- 10月12日，發行9人體制後第一張單曲，第二十張單曲CD「宇宙ドライブ」。為成員主演劇集「超特急、地球を救え。」主題曲。
- 12月18日，發行數位單曲「NEW WORLD」，為9人體制的第一次演唱會的主題曲。
- 12月24日 - 12月25日：在東京與大阪舉辦9人體制的第一次演唱會「BULLET TRAIN ARENA TOUR 2022「新世界 - NEW WORLD- 」」[13]。
- 12月31日：初次出演在日本武道館舉辦的『桃色歌合戰2022→2023』[14]。

### 2023年
- 2月3日 - 2月5日，受邀至泰國參加活動『JAPAN EXPO THAILAND 2023』。
- 3月5日，出演日高光啓主辦的演唱會活動『D.U.N.K. Showcase』。
- 3月22日，發行第五張專輯「B9」[15]。
- 5月24日，發行數位單曲「Call My Name」，為劇集「不小心繼承了牛郎店」的主題曲[16]。
- 5月27日 - 7月17日以及8月8日，舉辦了9人體制的第一次巡迴演唱會「BULLET TRAIN Spring Tour 2023「B9 Unlimited」」
- 8月8日，舉辦「8號車之日」特別演唱會BULLET TRAIN Spring Tour 2023「B9 Unlimited」，也是新成員加入團體一周年。
- 9月29日，發行數位單曲「Lesson Ⅱ」
- 10月8日 - 10月29日：於大阪、名古屋、東京3大都市的各舉辦了一場免費演唱會「お試し超特急」。
- 11月15日，出演東京電視台的現場轉播音樂節目『テレ東60祭！ミュージックフェスティバル2023』，為超特急第一次出演日本無線電視現場轉播的音樂特別節目。
- 12月9日 - 12月24日：在神奈川與大阪舉辦競技場巡迴「BULLET TRAIN ARENA TOUR 2023「T.I.M.E -Truth Identity Making Era-」 」。
- 12月25日，舉辦團體成立12周年紀念演唱會活動「BULLET TRAIN 12th Anniversary Special Event「Birthday」」，當日也在官方YouTube頻道進行免費的轉播[17]。
- 12月31日：出演在橫濱體育館舉辦的『桃色歌合戰2023→2024』。
- 12月31日：出演日本無線電視節目『COUNT DOWN TV』現場轉播的跨年音樂特別節目『CDTVライブ！ライブ！年越しスペシャル！2023→2024』，這也是超特急第一次參加跨年特別音樂節目。

### 2024年
- 3月5日：發表與環球音樂締結宣傳契約（プロモーション契約）[18]。
- 4月20日 - 7月21日：在日本全國9城市舉辦巡迴演唱會「BULLET TRAIN Spring tour 2024"Rail is Beautiful"」。
- 4月17日：發行迷你專輯「Just like 超特急」。
- 11月4日：在橫濱體育館舉辦與WATWING・MAZZEL的演唱會活動『VS.超特急』
- 11月6日：發行第二十一張單曲CD「AwA AwA」。此作為時隔7年半，繼「超ネバギバDANCE」後，再度取得Oricon公信榜週榜冠軍。
- 12月20日 - 2025年1月29日：舉辦巡迴演唱會活動「BULLET TRAIN ARENA TOUR 2024-2025「Joker」」

### 2025年
- 5月7日：發行第二張迷你專輯「Why don't you 超特急？」
- 5月13日：公信榜週間專輯排行中迷你專輯「Why don’t you 超特急？」拿到了第一名，這是第一次得到專輯榜第一名，且售出張數為最多的一次。

## 成員
| 車號（代表數字） | 藝名                  | 個人活動名                      | 代表顏色 | 擔當                                    | 出生日期                | 血型 | 出生地   | 備註 |
| ---------------- | --------------------- | ------------------------------- | -------- | --------------------------------------- | ----------------------- | ---- | -------- | --- |
| 2号車            | カイ （KAI）          | 小笠原海 （Kai Ogasawara）      | 藍色     | MAIN DANCER 神秘擔當（神秘担当）        | 1994年9月27日 （30歳）  | O型  | 神奈川縣 | 創團成员 |
| 3号車            | リョウガ （RYOGA）    | 船津稜雅 （Ryōga Funatsu）      | 紫色     | MAIN DANCER 瘦子擔當（ガリガリ担当）    | 1994年10月23日 （30歳） | O型  | 神奈川縣 | 創團成员，現任隊長 |
| 4号車            | タクヤ （TAKUYA）     | 草川拓弥 （Takuya Kusakawa）    | 綠色     | MAIN DANCER 肌肉擔當（筋肉担当）        | 1994年11月24日 （30歳） | A型  | 東京     | 原作為演員進行個人活動 2012年3月7日加入，創團成員竹村翔無發表原因的退出，同時發表草川拓弥加入。                                                                 |
| 5号車            | ユーキ （YUKI）       | 村田祐基 （Yūki Murata）        | 紅色     | MAIN DANCER 冒失擔當（ドジっ子担当）    | 1995年1月2日 （30歳）   | AB型 | 德島縣   | 創團成员，初代隊長 |
| 7号車            | タカシ （TAKASHI）    | 松尾太陽 （Takashi Matsuo）     | 純白色   | BACK VOCAL 老么擔當（末っ子担当）       | 1996年9月23日 （28歳）  | A型  | 大阪府   | 創團成员 |
| 11号車           | シューヤ （SHUYA）    | 志村秀哉 （Shūya Shimura）      | 木炭色   | BACK VOCAL 輕浮擔當（チャラチャラ担当） | 1995年3月25日 （30歳）  | AB型 | 琦玉縣   | 本名為志村卓哉。原WhiteA成員。 2022年新成員徵選計畫「超特急募」合格者                                                                                           |
| 12号車           | マサヒロ （MASAHIRO） | 森次政裕 （Masahiro Moritsugu） | 棕色     | MAIN DANCER 吃飯擔當（ごはん担当）      | 1998年9月15日 （26歳）  | AB型 | 山口縣   | 曾為AAA成員宇野實彩子個人巡迴的伴舞團體「team UNO」成員。 在2020年也擔任過超特急粉絲限定巡迴演唱會「Toooooo8」的伴舞。 2022年新成員徵選計畫「超特急募」合格者。 |
| 13号車           | アロハ （ALOHA）      | 髙松アロハ （Aloha Takamatsu）  | 綠松色   | MAIN DANCER 直率擔當（真っ直ぐ担当）    | 2000年10月26日 （24歳） | B型  | 神奈川縣 | 本名為髙松アロハ勇人。 曾為BATTLE BOYS選拔成員，原DAN⇄JYO成員。 2022年新成員徵選計畫「超特急募」合格者。                                                        |
| 14号車           | ハル （HARU）         | 柏木悠 （Haru Kashiwagi）       | 橙色     | MAIN DANCER 怪獸擔當（怪獣担当）        | 2005年3月31日 （20歳）  | A型  | 熊本縣   | 曾為EBiDAN研究生（EBiDAN NEXT）、BATTLE BOYS選拔成員、M!LK的伴舞團體M!DANCERS成員。 2022年新成員徵選計畫「超特急募」合格者。                                    |

其他：粉絲稱呼為「8号車」（代表顏色： 粉色）。工作人員、北川景子為「9号車」，DAIGO為「10号車」。

### 前成員
| 車號（代表數字） | 藝名                | 個人活動名                   | 代表顏色 | 擔當                                | 出生日期                | 血型 | 出生地   | 備註                                                   |
| ---------------- | ------------------- | ---------------------------- | -------- | ----------------------------------- | ----------------------- | ---- | -------- | ------------------------------------------------------ |
| 無               | ショウ （SHO）      | 竹村 翔 （Shō Takemura）     | 無       | MAIN DANCER                         | 1995年8月26日 （29歳）  | B型  | 東京都   | 創團成员                                               |
| 1号車            | コーイチ （KOICHI） | 吉野 晃一 （Kōichi Yoshino） | 黑色     | BACK VOCAL 父親擔當（お父さん擔當） | 1994年6月18日 （30歳）  | A型  | 奈良県   | 創團成員，於2018年1月16日發表退出團體，4月8日正式退出  |
| 6号車            | ユースケ （YUSUKE） | 福田佑亮 （Yūsuke Fukuda）   | 黄色     | MAIN DANCER 活力擔當（元気担当）    | 1995年12月24日 （29歳） | B型  | 神奈川縣 | 創團成员，於2020年2月20日發表退出團體，2月29日正式退出 |

## 作品

### 實體單曲
※「最高排行」為Oricon公信榜週榜最高排行。
| 單曲 #      | 單曲資料 | 通常盤收入曲目                                                            |
| 1           | 《TRAIN》 MV （页面存档备份，存于） - 發行日：2012年6月10日 - Center：5号車 ユーキ - 最高排行：- | 曲目 1. TRAIN 2. No More Cry                                              |
| 2           | 《Shake Body》 MV （页面存档备份，存于） - 發行日：2012年10月24日 - Center：4号車 タクヤ - 最高排行：126位 | 曲目 1. Shake Body 2. Secret Express 3. panipani                          |
| 3           | 《POLICEMEN》 MV （页面存档备份，存于） - 發行日：2013年2月13日 - Center：2号車 カイ - 最高排行：18位 | 曲目 1. POLICEMEN 2. Drive on week 3. FLASHBACK                           |
| 4           | 《Bloody Night》 MV （页面存档备份，存于） - 發行日：2013年6月5日 - Center：3号車 リョウガ - 最高排行：10位 | 曲目 1. Bloody Night 2. Make It Hot! 3. Keyword                           |
| 限定單曲    | 《Starlight》 MV （页面存档备份，存于） 銀河超特急（ウルトラ超特急）名義 - 發行日：2013年7月17日 - Center：4号車 タクヤ - 最高排行：7位 - 注：在日本公信榜的独立音乐类排行榜中排名第1位。 | 曲目 1. Starlight                                                         |
| 5           | 《Kiss Me Baby》 MV （页面存档备份，存于） - 發行日：2013年11月13日 - Center：5号車 ユーキ 6号車 ユースケ - 最高排行：8位 - 注：首次以双Center的形式发行。 | 曲目 1. Kiss Me Baby 2. No.1 3. 走れ!!!!超特急 4. Kura☆Kura 5. Snow break |
| 6           | 《ikki!!!!!i!!》 MV （页面存档备份，存于） - 發行日：2014年3月26日 - Center：6号車 ユースケ - 最高排行：4位 | 曲目 1. ikki!!!!!i!! 2. Rush Hour 3. COMP!!COMP!!COMP!! 4. refrain        |
| 7           | 《Believe×Believe》 MV （页面存档备份，存于） - 發行日：2014年6月11日 - Center：3号車 リョウガ - 最高排行：6位 | 曲目 1. Believe×Believe 2. We Can Do It! 3. Pretty Girl                   |
| 8           | 《Star Gear》 MV （页面存档备份，存于） (Star Gear) MV （页面存档备份，存于） (EBiDAY EBiNAI) - 發行日：2014年11月12日 - Center：2号車 カイ - 最高排行：7位 | 曲目 1. Star Gear 2. EBiDAY EBiNAI 3. Burn!                               |
| 9           | 《スターダスト LOVE TRAIN/バッタマン》 MV （页面存档备份，存于） （スターダスト LOVE TRAIN） MV （页面存档备份，存于） (バッタマン) - 發行日：2015年6月10日 - Center：4号車 タクヤ（スターダスト LOVE TRAIN）/6号車 ユースケ(バッタマン) - 最高排行：5位 - 注：在日本公信榜的日榜中排名第2位。 | 曲目 1. スターダスト LOVE TRAIN 2. バッタマン 3. Summer love              |
| 10          | 《Beautiful Chaser》 feat. Marty Friedman MV （页面存档备份，存于） - 發行日：2015年9月9日 - Center：5号車 ユーキ - 最高排行：2位 | 曲目 1. Beautiful Chaser 2. HOPE STEP JUMP 3. fanfare                     |
| 11          | 《Yell》MV （页面存档备份，存于） - 發行日：2016年3月2日 - Center：4号車 タクヤ - 最高排行：4位 | 曲目 1. Yell 2. OVER DRIVE 3. Turn Up 4. Synchronism                      |
| 12          | 《超ネバギバDANCE》MV （页面存档备份，存于） - 發行日：2017年4月26日 - 最高排行：1位 | 曲目 1. 超ネバギバDANCE 2. gr8est journey 3. PAPAPAPA JUMPERS             |
| 13          | 《My Buddy》MV （页面存档备份，存于） - 發行日：2017年7月26日 - Center：4号車 タクヤ ６号車 ユースケ - 最高排行：2位 | 曲目 1. My Buddy 2. 浮つきWAVES 3. UNKNOWN...                             |
| 14          | 《a kind of love》 MV （页面存档备份，存于） MV （页面存档备份，存于） （a kind of love） MV （页面存档备份，存于） (Party Maker) - 發行日：2018年4月4日 - Center：3号車 リョウガ - 最高排行：2位                                                                                              | 曲目 1. a kind of love 2. Party Maker 3. Feel the light                   |
| 15          | 《Jesus》MV （页面存档备份，存于） - 發行日：2018年8月8日 - Center：- - 最高排行：3位 | 曲目 1. Jesus 2. up to you 3. Fashion                                     |
| 16          | 《Hey Hey Hey》MV （页面存档备份，存于） - 發行日：2019年6月10日 - Center：- - 最高排行：4位 | 曲目 1. Hey Hey Hey 2. Drawイッパツ！                                     |
| 17          | 《Revival Love》MV （页面存档备份，存于） - 發行日：2019年11月20日 - Center：5号車 ユーキ - 最高排行：3位 | 曲目 1. Revival Love 2. Don’t Stop 恋 3. Body Rock                        |
| Blu-ray單曲 | 《サヨナラは雪のあとで》 - 發行日：2019年12月21日 |                                                                           |
| 18          | 《Stand Up!》MV （页面存档备份，存于） - 發行日：2020年6月10日 - Center：- - 最高排行：2位 | 曲目 1. Stand up 2. いいね 3. Table Manners                               |
| 19          | 《Asayake》MV （页面存档备份，存于） - 發行日：2020年12月16日 - Center：4号車 タクヤ - 最高排行：10位 | 曲目 1. Asayake 2. Fantasista 3. キズナアルゴリズム 4. What’s up!?        |
| 20          | 《宇宙ドライブ》MV （页面存档备份，存于） （-SUSHI ver.-） - 發行日：2022年10月12日 - Center：4号車 タクヤ＆14号車 ハル - 最高排行：2位 | 曲目 1. 宇宙ドライブ 2. BakaBakka 3. きみとシンギュラリティ 4. Re-TRAIN   |
| 21          | 《AwA AwA》MV - 發行日：2024年11月6日 - Center：- - 最高排行：1位 | 曲目 1. AwA AwA 2. クリスマス・イブ 3. JOKER FACE                         |

### 專輯
| 專輯 # | 專輯資料 | 曲目 |
| 1      | 《RING》MV （页面存档备份，存于） (Gravitation) - 發行日：2014年12月3日 - 最高排行：7位                        | 曲目 【DISC-1】 1. SURVIVOR 2. Superstar 3. ikki!!!!!i!! 4. Believe×Believe 5. Star Gear 6. Billion Beats 7. EBiDAY EBiNAI 8. Bloody Night 9. What's going on ? 10. Time Wave 11. Kiss Me Baby 12. Gravitation 13. Bye Bye Bye 【DISC-2】（指定席盤） 1. Starlight（銀河超特急） 2. STYLE（Station7） 3. Signal 4. One Life |
| 2      | 《Dramatic Seven》MV （页面存档备份，存于） (Seventh Heaven) - 發行日：2016年10月26日 - 最高排行：4位          | 曲目 1. Seventh Heaven 2. バッタマン（Lunatic ver.） 3. 超えてアバンチュール 4. LIBIDO 5. スターダスト LOVE TRAIN 6. Beasty Spider 7. Beautiful Chase 8. Whiteout 9. Peace of LOVE 10. Yell 11. ライオンライフ 12. Clap Our Hands! 13. Always You                                                                           |
| 3      | 《GOLDEN EPOCH》MV （页面存档备份，存于） (need you) - 發行日：2018年11月14日 - 最高排行：2位                  | 曲目 1. need you 2. Booster 3. Jesus 4. ขอเสียงหน่อย 5. 超ネバギバDANCE (AL ver.) 6. 霖雨 7. Full moon 8. a kind of love (AL ver.) 9. My Buddy (AL ver.) 10. PUMP ME UP 11. You know, I know 12. 8号車との歌 13. Time of GOLD                                                                                                 |
| 4      | 《Dance Dance Dance》MV （页面存档备份，存于） (Dance Dance Dancing!) - 發行日：2021年11月10日 - 最高排行：7位 | 曲目 1. 같이 가자 2. Yodelic Fire 3. Sonrisa 4. 荣光 5. Добрый день 6. Magnifique 7. Chill out @JP 8. Cead Mile Failte 9. CARNAVAL 10. 大大大地 11. Holtasoley 12. Dance Dance Dancing！ 13. Te quiero mucho 14. You Don’t Care                                                                                             |
| 5      | 《B9》MV （页面存档备份，存于） (MORA MORA) - 發行日：2023年3月22日 - 最高排行：2位                            | 曲目 1. Introduction -THE EXPRESS to B9- 2. MORA MORA 3. KNOCK U DOWN 4. Thinking of You 5. シャンディ 6. 宇宙ドライブ 7. Winning Run 8. ラキラキ 9. Typhoon 10. NEW WORLD 11. Together As One 12. 君と、奏で |

### 迷你專輯
| 專輯 # | 專輯資料                                                         | 曲目 |
| 1      | 《Just like 超特急》 - 發行日：2024年4月17日 - 最高排行：2位     | 曲目 1. Steal a Kiss 2. MEMORIAる 3. Love Song 4. ジュブナイラー 5. Spice 6. 星屑のダンスフロア 7. Countdown（只收錄在通常盤） |
| 2      | 《Why don’t you 超特急?》 - 發行日：2025年5月7日 - 最高排行：1位 | 曲目 1. 踊ライナー 2. キャラメルハート 3. メタルなかよし 4. Velvet Venom 5. Big Ta-Da! 6. Ready？                              |

### 數位單曲、數位專輯
| 曲名 | 上架日         |
| --- | -------------- |
| No More Cry [3rd Anniversary Special!!!!!!!!ver.] | 2015年2月14日  |
| My Buddy(TVsize) | 2017年7月9日   |
| Sweetest Battlefield at Musashino Forest Sport Plaza DAY2 | 2019年1月23日  |
| New Mix ≪vol.1≫ 1. Billion Beats(New Mix) 2. BREAK OFF(New Mix) 3. Burn!(New Mix) 4. Clap Our Hands! (New Mix) 5. DJ Dominator(New Mix) 6. fanfare(New Mix) 7. HOPE STEP JUMP(New Mix) 8. Kura☆Kura(New Mix) 9. No.1 (New Mix) 10. One Life(New Mix) 11. OVER DRIVE(New Mix) 12. Pretty Girl(New Mix) 13. Rush Hour (New Mix) 14. Synchronism(New Mix) 15. Turn Up(New Mix) 16. We Can Do It!(New Mix) 17. Yell(New Mix) 18. 浮つきWAVES (New Mix) 19. 超えてアバンチュール(New Mix) 20. 走れ!!!!超特急(New Mix) 21. バッタマン(New Mix) | 2019年1月23日  |
| ソレイユ | 2019年2月27日  |
| GOLDEN EPOCH AT SAITAMA SUPER ARENA | 2019年3月27日  |
| New Mix ≪vol.2≫ 1. Drive on week (New Mix) 2. Believe×Believe (New Mix) 3. Time Wave (New Mix) 4. ikki!!!!!i!! (New Mix) 5. Bloody Night (New Mix) 6. POLICEMEN (New Mix) 7. Shake body (New Mix) 8. TRAIN (New Mix) 9. FLASHBACK (New Mix) 10. Beasty Spider (New Mix) 11. COMP!!COMP!!COMP!! (New Mix) 12. Snow break (New Mix) 13. gr8est journey (New Mix) 14. Kiss Me Baby (New Mix) | 2019年3月27日  |
| New Mix≪vol.3≫ 1. LIBIDO (New Mix) 2. Beautiful Chaser (New Mix) 3. Star Gear (New Mix) 4. Bye Bye Bye (New Mix) 5. panipani (New Mix) 6. Keyword (New Mix) 7. One / O Signal (New Mix) 8. Secret Express (New Mix) 9. Seventh Heaven (New Mix) 10. UNKNOWN… (New Mix) 11. refrain (New Mix) 12. SURVIVOR (New Mix) 13. Summer love (New Mix) 14. Make it hot！(New Mix) 15. SAY NO | 2019年8月18日  |
| BULLET TRAIN SPRING/SUMMER TOUR 2019 EUPHORIA ～Breakthrough, The Six Brave Stars～ | 2019年12月25日 |
| BULLET TRAIN ARENA TOUR 2019-2020「Revolución viva〜Pastel Shades Christmas〜」 | 2020年3月24日  |
| BULLET TRAIN ARENA TOUR 2019-2020「Revolución viva〜Shine Bright New Year〜」 | 2020年3月24日  |
| New Mix≪vol.4≫ 1. Fantasy Love Train 〜君の元までつながるRail〜(New Mix) 2. PAPAPAPA JUMPERS(New Mix) 3. STYLE(New Mix) 4. Whiteout(New Mix) 5. 超越マイウェイ 6. SAIKOU KOUSHIN | 2020年3月25日  |
| Dear My グッバイ | 2020年8月8日   |
| Jasper | 2020年10月21日 |
| Never Mine | 2020年10月28日 |
| 凱歌 | 2020年11月4日  |
| So Crazy | 2020年11月11日 |
| My Answer | 2020年11月18日 |
| BULLET TRAIN 8th Anniversary Special 超フェス 2020 | 2021年1月1日   |
| Guilty | 2021年4月28日  |
| CARNAVAL | 2021年7月21日  |
| 같이 가자 | 2021年9月15日  |
| Добрый день | 2021年10月20日 |
| クレッシェンド | 2022年6月10日  |
| ウサギミック | 2022年7月17日  |
| Burn!（Re-ver.） | 2022年11月18日 |
| 走れ!!!!超特急（Re-ver.） | 2022年11月28日 |
| gr8est journey（Re-ver.） | 2022年12月8日  |
| NEW WORLD | 2022年12月18日 |
| Re-ver. 1. Fantasy Love Train ～君の元までつながるRail～（Re-ver.） 2. My Buddy（Re-ver.） 3. Star Gear（Re-ver.） 4. Cead Mile Failte（Re-ver.） 5. Feel the light（Re-ver.） 6. 超ネバギバDANCE（Re-ver.） 7. Snow break（Re-ver.） 8. No More Cry（Re-ver.） 9. Sweet Bell（Re-ver.） 10. SAY NO（Re-ver.） 11. 超えてアバンチュール（Re-ver.） 12. バッタマン（Re-ver.） 13. Billion Beats（Re-ver.） 14. Dance Dance Dancing!（Re-ver.）                                                                                            | 2023年1月8日   |
| Call My Name | 2023年5月24日  |
| Summer love(Re-ver.) | 2023年8月9日   |
| Lesson II | 2023年9月29日  |
| Re-ver. 1. a kind of love 2. Beasty Spider 3. Before Dawn 4. fanfare 5. Kiss Me Baby 6. No.1 7. 浮つきWAVES | 2023年10月7日  |
| 激おこスティックファイナリアリティぷんぷんドリームわ～るど(Re-ver.) | 2023年11月11日 |
| Re-ver. 1. Believe×Believe 2. DJ Dominator 3. Secret Express 4. Starlight 5. SURVIVOR 6. Synchronism 7. Time Wave 8. We Can Do It! 9. Party Maker | 2024年1月9日   |
| MEMORIAる×走れ!!!!超特急 [Mashup] | 2024年8月8日   |
| BakaBakka [Re-mix] Re-ver. 1. Yell 2. Four Seasons 3. Body Rock 4. Beautiful Chaser | 2024年8月28日  |
| Steal a Kiss × Kiss Me Baby [Mashup] | 2024年9月12日  |
| panipani [Re-mix] | 2024年9月26日  |
| Re-ver. 1. Re-Booster 2. Fantasista 3. On & On 4. Shake body 5. UNKNOWN… | 2025年1月30日  |

### 參與作品
| 発売日         | タイトル                              | 規格 | 収録曲     |
| -------------- | ------------------------------------- | ---- | ---------- |
| 2015年12月16日 | #globe20th -SPECIAL COVER BEST-       | CD   | Love again |
| 2020年5月13日  | GRANRODEO Tribute Album “RODEO FREAK” | CD   | BEASTFUL   |

### DVD & Blu-ray

#### 綜藝節目
- 超×D（2013年8月7日 TOKYO MX）
- 超×D Music＋ 2ndシーズン（2013年11月13日 TOKYO MX）
- 超×D Music＋ 3rdシーズン（2014年3月26日 TOKYO MX）
- 超特急と行く!食べ鉄の旅 台湾編 Blu-ray/DVD BOX（2017年7月26日）
- 超特急と行く!食べ鉄の旅 タイ編 Blu-ray BOX（2019年1月9日）
- 超特急と行く!食べ鉄の旅 マレーシア編 Blu-ray BOX（2020年7月22日）
- ギラギラ超特急（2019年8月8日）
- ゴリゴリ超特急（2022年3月9日）

#### Live影像化
| #  | 標題 | 發行日         |
| -- | --- | -------------- |
| 1  | BULLET TRAIN ONE MAN SHOW ikkiにホールで福おこしだ!!!!!i!! 2014 at 日本青年館                                                     | 2014年7月23日  |
| 2  | “BULLET TRAIN ONEMAN SHOW 2014” 全国Zepp TOUR 8.29 at Zepp Tokyo                                                                  | 2015年2月4日   |
| 3  | BULLET TRAIN ONE MAN "CHRISTMAS" SHOW 3rd Anniversary Special!!!!!!! ~聖なる一夜~ at TOKYO INTERNATIONAL                          | 2015年12月2日  |
| 4  | 超特急 CHRISTMAS ONEMAN LIVE 2015 Fantasy Love Train〜君の元までつながるRail〜 at 国立代々木競技場 第一体育館                     | 2016年5月18日  |
| 5  | 超特急 LIVE TOUR 2016 Synchronism                                                                                                 | 2017年2月15日  |
| 6  | Youth Ticket Series Vol.1 BULLET TRAIN ONEMAN SHOW SPRING HALL TOUR 2015 "20億分のLINK 僕らのRING"                                | 2017年9月20日  |
| 7  | Youth Ticket Series Vol.2 超特急 BOYS GIG Vol.2                                                                                   | 2017年9月20日  |
| 8  | Youth Ticket Series Vol.3 BULLET TRAIN ONEMAN SHOW SUMMER LIVE HOUSE TOUR 2015〜fanfare to you.〜                                 | 2017年9月20日  |
| 9  | BULLET TRAIN CHRISTMAS ONEMAN SHOW 2016 愛す。in Wonder Land                                                                      | 2017年9月20日  |
| 10 | Bullet Train 5th Anniversary Tour 2017 Super Trans NIPPON Express                                                                 | 2017年11月15日 |
| 11 | BULLET TRAIN ARENA TOUR 2017-2018 THE END FOR BEGINNING AT YOKOHAMA ARENA                                                         | 2018年5月23日  |
| 12 | BULLET TRAIN ARENA TOUR 2017-2018 THE END FOR BEGINNING AT OSAKA-JO HALL                                                          | 2018年5月23日  |
| 13 | BULLET TRAIN ARENA TOUR 2018 Sweetest Battlefield at Musashino Forest Sport Plaza Main Arena                                      | 2019年1月23日  |
| 14 | BULLET TRAIN ARENA TOUR 2018 GOLDEN EPOCH at SAITAMA SUPER ARENA                                                                  | 2019年3月27日  |
| 15 | Youth Ticket Series Vol.4 BULLET TRAIN Arena Tour 2018 Sweetest Battlefield at WORLD HALL                                         | 2019年8月8日   |
| 16 | Youth Ticket Series Vol.5 BULLET TRAIN Arena Tour 2018 GOLDEN EPOCH at OSAKA-JO HALL                                              | 2019年8月8日   |
| 17 | BULLET TRAIN SPRING/SUMMER TOUR 2019 EUPHORIA 〜Breakthrough, The Six Brave Stars〜 at PACIFICO YOKOHAMA National Convention Hall | 2019年12月25日 |
| 18 | BULLET TRAIN ARENA TOUR 2019-2020 Revolución viva                                                                                 | 2020年3月25日  |
| 19 | BULLET TRAIN ONLINE SPECIAL LINE 2020「Superster」                                                                                | 2021年3月24日  |
| 20 | BULLET TRAIN 10th Anniversary Super Special Live『DANCE DANCE DANCE』                                                             | 2022年8月8日   |
| 21 | BULLET TRAIN ARENA TOUR 2022「新世界-NEW WORLD-」                                                                                 | 2023年11月29日 |

### 書籍
- トゥリマカシー・サマSummer 〜マレーシアの車窓から〜（2015年7月17日、主婦與生活社）
- 超特急 FASHION BOOK『REC.』（2016年9月26日、小學館）
- 超特急×シベリア -この出会いは忘れない- 〜スパシーバでハラショーなシベリア超特急の車窓から〜（2016年12月3日、主婦與生活社）
- Bullet Train 5th Anniversary Official History Book『Signal』（2017年6月10日、SDP）
- 超特急×London ロンドンからも愛を込めて♡♡♡♡♡♡♡（2017年7月7日、主婦與生活社） - 以下7本同時發售。
  - ドドンパ東京トゥートゥーロンドン（コーイチ）
  - lak（カイ）
  - 超特急×ロンドン 〜リョンドン〜（リョウガ）
  - 壁ドンより床ドンよりロンドン（タクヤ）
  - Freedom Journey（ユーキ）
  - どんどん超特急の魅力に気づいちゃう？　ロンドン・アイならぬ、超特急愛〜♡（ユースケ）
  - ユニオンジャックであなたの心もジャック!!!!!!!!（タカシ）
- 超特急×Australia restart（2018年5月25日、主婦與生活社）
- ユースケ パン紀行〜セボン パンを愛してる〜（2019年6月6日、主婦與生活社）
- Virgin Express Greatest Stories【NYLON JAPAN×超特急】（2020年1月28日）
- 超特急ライブ図鑑〜超特急の基本とRevolución vivaの巻〜（2020年4月22日，主婦與生活社）
- BULLET TRAIN Official History Book Signal -10th Anniversary-（2021年12月25日、SDP）
- Virgin Express Greatest Stories Vol.2（2022年8月1日）
- 超特急ライブ図鑑～Episode 0～（2022年11月25日，主婦與生活社）
- 超特急PHOTO BOOK Eight Beats（2023年8月8日，主婦與生活社）

## Music Video
| 導演           | 曲名 |
| 池田圭太       | 「TRAIN」 |
| 山口保幸       | 「Shake body」                                                                                                 |
| 有賀達也       | 「POLICEMEN」                                                                                                  |
| 多田卓也       | 「Bloody Night」                                                                                               |
| 福居英晃       | 「Starlight」「Kiss Me Baby」「ikki!!!!!i!!」「Believe×Believe」「EBiDAY EBiNAI」「Gravitation」「バッタマン」 |
| 二宮大輔       | 「Star Gear」                                                                                                  |
| ムラカミタツヤ | 「ikki!!!!!i!! from「BULLET TRAIN ONE MAN SHOW ikkiにホールで福おこしだ!!!!!i!! 2014 at 日本青年館」           |
| 野田智雄       | 「スターダスト LOVE TRAIN」                                                                                    |
| 大喜多正毅     | 「Beautiful Chaser」                                                                                           |
| 丸山健志       | 「Yell」 |
| 眞鍋海里       | 「gr8est journey」                                                                                             |
| 篠田利隆       | 「My Buddy」                                                                                                   |
| 大久保拓朗     | 「Party Maker」                                                                                                |

## 商業合作
| 曲名             | |
| ---------------- | --- |
| POLICEMEN        | 富士電視台『ミューサタ』2013年3月度片尾曲 |
| Bloody Night     | 東京電視台系『ヴァンパイア・ヘヴン』片尾曲 |
| Starlight        | 東京電視台『超人力霸王銀河』片尾曲 電影『ウルトラマンギンガ 劇場スペシャル』片尾曲 電影『ウルトラマンギンガ 劇場スペシャル ウルトラ怪獣☆ヒーロー大乱戦!』片尾曲 |
| Kiss Me Baby     | 日本電視台系『ミュージックドラゴン』2013年11月度片頭曲 |
| No.1             | 朝日電視台系『BREAK OUT』2013年11月度片頭曲 |
| ikki!!!!!i!!     | 朝日電視台系『musicる TV』2014年3月度片頭曲 |
| Believe×Believe  | 東京電視台系『遊戲王ARC-V』片頭曲 |
| Star Gear        | 東京電視台系『甲殻不動戦記 ロボサン』片尾曲 |
| EBiDAY EBiNAI    | 朝日電視台系『musicる TV』ミリオン連発音楽作家塾第2弾ソング |
| Burn!            | 東京電視台系『遊戲王ARC-V』片頭曲 |
| STYLE            | NHK BS Premium『そこをなんとか2』劇中歌 |
| HOPE STEP JUMP   | 電影『サイドライン』主題曲 |
| Beautiful Chaser | 富士電視台系『偵探的偵探』主題曲 |
| Yell             | 關西電視台製作・富士電視台系『拜託了！岳父大人』主題曲 |
| gr8est journey   | 埼玉電視台與其他『超特急と行く!食べ鉄の旅 台湾編』片尾曲 |
| My Buddy         | 富士電視台系『警視廳生物系』主題曲 |
| Jesus            | 朝日電視台系『ヒモメン』主題曲 |
| ソレイユ         | 東京電視台系『フルーツ宅配便』片尾曲 |
| Revival Love     | 富士電視台系『モトカレマニア』主題曲 |
| Don’t Stop 恋    | 電影『どすこい！すけひら』主題曲 |
| いいね           | 埼玉電視台與其他『超特急と行く!食べ鉄の旅 マレーシア編』片尾曲                                                                                                  |
| クレッシェンド   | TBS系列『理想ノカレシ』片頭曲 |
| 宇宙ドライブ     | 東京電視台系『超特急、地球を救え。』主題歌 |
| Call My Name     | 富士電視台『不小心繼承了牛郎店』主題歌 |
| ジュブナイラー   | 富士電視台系『週刊ナイナイミュージック』2024年4月・5月度片尾曲                                                                                                  |
| MEMORIAる        | MBS 『ビジネス婚 -好きになったら離婚します-』主題歌 |

## 媒体演出
冠名節目
- 超×D Music＋Z（2013年1月10日 - 2014年6月27日 TOKYO MX）
- 超×D .プリカスZ（2014年7月5日 -  BS朝日）
- 超特急のふじびじスクール！（2014年10月4日 -  富士電視台）（首个冠名电视综艺节目）
- 超特急の希望の玉!（2015年7月10日 - 10月2日、スペースシャワーTV プラス）
- 超特急の撮れ高足りてますか?（2016年4月18日 - 、富士電視台TWO ドラマ・アニメ）
- 超特急と行く!食べ鉄の旅 台湾編（2017年4月 - 6月、埼玉電視台・千葉電視台・神奈川電視台・三重電視台・京都放送・SUN電視台・鉄道チャンネル）
- 超特急と行く!食べ鉄の旅 タイ編（2018年10月 - 12月、埼玉電視台・千葉電視台・神奈川電視台・岐阜放送・京都放送・SUN電視台・鉄道チャンネル）
- 超特急と行く!食べ鉄の旅 マレーシア編（2020年4月 - 6月）
- スタダゲート（2018年5月7日 - 2020年3月31日、J:COM）
- 次ナルTV-S（2020年4月10日 - 2022年3月25日、富士電視台）
- ゴリゴリ超特急（2020年10月30日 - 2021年5月26日、WOWOW）

單次冠名節目
- 超特急スペシャル（2014年12月13日・2015年2月9日、スペースシャワーTV プラス）

電視劇
- そこをなんとか2 第4集（2014年8月24日、NHK BS Premium） - 超特急 飾演 ステーションセブン（タイチ、ソウマ、アヤト、リクヤ、クウガ、ショウ、カズキ）
- 心碎四角關係 第10集（2015年6月10日、富士電視台） - 超特急 飾演 超特急
- 偵探的偵探 第10集（2015年9月10日、富士電視台）- KAI、TAKUYA、YUSUKE 客串
- 讓我稱呼岳父大人（2016年、關西電視台）
  - 第6集（2016年2月23日） - KOICHI 飾演 警官
  - 第7集 （2016年3月1日） - RYOGA 飾演 咖啡店服務生
- ヒモメン 第4集 (2018年8月18日、朝日電視台）- RYOGA 飾演 小白臉
- フルーツ宅配便 (2019年3月8日、東京電視台）- KAI、RYOGA、YUKI、YUSUKE 客串
- モトカレマニア 最終回（2019年12月12日、富士電視台）
- FAKE MOTION-卓球の王将-（2020年4月9日 - 5月27日、日本電視台）
  - FAKE MOTION –たったひとつの願い-（2021年1月20日 - 3月11日）
- 超特急、地球を救え。（2022年9月6日 - 9月27日、東京電視台） - 全成員主演
- 不小心繼承了牛郎店（2023年4月18日 - 、富士電視台）- KAI、RYOGA、SHUYA、MASAHIRO 客串

廣播
- エヴリバディ☆超特急（2014年3月30日結束、FM FUJI）
- 超特急の2015年出発進行!（2015年1月3日、文化放送）
- 文化放送ライオンズナイターSET UP!スペシャル　超特急スペシャル ゴールデン特急 〜臨時ダイヤde出発進行!〜（2015年5月5日、文化放送）
- スクランブル×特急!!!!!!!!（2015年10月 - 2019年3月、CBC電台）- ナガオカ×スクランブル内單元
- 超特急のオールナイトニッポンR（2017年4月29日、ニッポン放送）
- 超特急のオールナイトニッポン（2018年11月27日、ニッポン放送）
- 超特急 FM STATION（2019年4月5日 - 2021年3月26日、TOKYO FM）
- 超特急のRADIO EXPRESS（2021年7月7日 - 、エフエム大阪）
- 超特急のオールナイトニッポンX（クロス）（2021年7月16日、ニッポン放送）

網路節目
- 超特急のムチャぶらツアー!（2016年10月 - 2017年1月、TBS電視台オンデマンド）
- ギラギラ超特急（2018年12月 -2019年3月 、Yahoo! JAPAN）
- What’s up!? 超特急（2021年3月6日 - 3月27日、ひかりTV・dtv）

電影
- サイドライン（2015年10月31日日本上映） - 全成員主演

## 來源
1. ↑  .   [2015-02-26]. （原始内容存档于2020-06-29）.
2. ↑  .   [2015-02-26]. （原始内容存档于2019-12-02）.
3. ↑  . kansai.pia.co.jp.   [2022-09-18]. （原始内容存档于2022-09-22）.
4. ↑  . ORICON NEWS.   [2022-09-18]. （原始内容存档于2022-09-22）.
5. ↑  . モデルプレス - ライフスタイル・ファッションエンタメニュース.   [2022-09-18]. （原始内容存档于2022-09-21） （日语）.
6. ↑  Inc, Natasha. . 音楽ナタリー.   [2022-09-18]. （原始内容存档于2022-09-22） （日语）.
7. ↑  . フジテレビュー!!. 2022-09-18  [2022-09-20]. （原始内容存档于2022-09-22） （日语）.
8. ↑  Inc, Natasha. . 音楽ナタリー.   [2022-09-18]. （原始内容存档于2022-09-22） （日语）.
9. ↑  . ORICON NEWS.   [2022-09-18]. （原始内容存档于2022-09-21）.
10. ↑  . モデルプレス - ライフスタイル・ファッションエンタメニュース.   [2022-09-18]. （原始内容存档于2022-09-22） （日语）.
11. ↑  . マイナビニュース. 2022-08-09  [2022-09-18]. （原始内容存档于2022-10-09） （日语）.
12. ↑  . Yahoo!ニュース.   [2022-09-18]. （原始内容存档于2022-09-22） （日语）.
13. ↑  Inc, Natasha. . 音楽ナタリー.   [2023-06-25]. （原始内容存档于2023-01-09） （日语）.
14. ↑  Inc, Natasha. . 音楽ナタリー.   [2023-06-25]. （原始内容存档于2023-06-25） （日语）.
15. ↑  Inc, Natasha. . 音楽ナタリー.   [2023-06-25]. （原始内容存档于2023-01-09） （日语）.
16. ↑  Inc, Natasha. . 音楽ナタリー.   [2023-06-25]. （原始内容存档于2023-06-25） （日语）.
17. ↑  . X (formerly Twitter).   [2023-12-03]. （原始内容存档于2023-12-03） （中文）. 外部链接存在于|title= (帮助)
18. ↑  . 超特急. 2024-03-05  [2024-03-07] （日语）.
19. ↑  ,   [2022-09-19], （原始内容存档于2022-09-22） （中文（中国大陆））
20. ↑  . WhiteA.   [2022-09-19]. （原始内容存档于2022-09-22） （日语）.
21. ↑  . Instagram.   [2022-09-19]. （原始内容存档于2022-09-22） （中文（中国大陆））.
22. ↑  . Instagram.   [2022-09-19]. （原始内容存档于2022-09-22） （中文（中国大陆））.
23. ↑  . エイベックス・ダンスマスターオフィシャルブログpowered by Ameba.   [2022-09-19]. （原始内容存档于2022-09-22） （日语）.
24. ↑  . EBiDAN 39&KiDS オフィシャルブログ Poweredby Ameba.   [2022-09-19]. （原始内容存档于2022-09-22） （日语）.
25. ↑  . BATTLE BOYS/バトルボーイズ 公式サイト.   [2022-09-19]. （原始内容存档于2022-01-27） （日语）.

## 外部連結
- 官方網站
- 超特急OFFICIAL的X（前Twitter）
- YouTube上的超特急頻道
- YouTube上的超チューバー頻道
- 超特急🪐OFFICIAL的TikTok
- 官方部落格 （页面存档备份，存于）
- 超特急/ bullettrain的Instagram帳戶